# Jacob Billing
Jacob Billing (født 28. oktober 1966) er dansk forfatter, skribent og musiker.
Han blev for alvor kendt i offentligheden i 2000, da han i sin egenskab af journalist gik undercover som pædofil for at optrevle den danske forening: The Danish Pedophile Assosiation. TV-2 DOK programmet De Pædofile Danskere blev som et af de første optaget med brugen af skjult kamera, hvilket skabte en voldsom debat blandt journalister og mediefolk i Danmark og i udlandet.
Udsendelsen "De Pædofile Danskere" blev på TV-2 set af mere end én million danskere og blev nomineret til Cavlingprisen og Årets TV-Oscar. Jacob Billing modtog Red Barnets Børnerettighedspris samme år for dokumentaren De Pædofile Danskere.
Jacob Billing er uddannet journalist fra Danmarks Journalisthøjskole i 1999 og forfatter til en række bøger, blandt andet Mænd i Mørket (2003) om infiltreringen af den omdiskuterede danske forening Pædofilgruppen.
Jacob Billings journalistiske arbejde har dog i lige så høj grad været præget af stærk kritik af hans 'ufine' metoder til at fremstille sensationer